# Döring-Film
Die Döring-Film (auch: Döring Filmwerke) war ein auf deutsche Kultur-, Lehr- und Werbefilme spezialisierter Filmhersteller und Filmverleih.

## Geschichte
Die Döring-Film wurde 1919 zu Beginn der Weimarer Republik durch den Kaufmann Johann Friedrich Döring (* 5. Juli 1892 in Harriehausen; † 1962) und dessen Bruder Franz als  Firma Gebrüder Döring gegründet und im Juli 1921 in die Heimlicht Gebrüder Döring Gesellschaft für Kinematographie Hannover umbenannt. Im März 1921 hatten sie die Hannoversche Gesellschaft für Kinematographie Gebrüder Döring GmbH gegründet, die ab Januar 1923 als Döring-Filmwerke GmbH firmierte. Nach dem Ausstieg von Franz Döring trat der Ingenieur Theo Schmidt im Mai 1922 als Mitgesellschafter in die Firma ein. Gegenstand des Unternehmens war jetzt laut Handelsregistereintrag "die Herstellung und der kaufmännische Vertrieb von Bedarfsartikeln für Lichtspieltheater, wie Films, Beleuchtungsapparaten und anderen für den Betrieb von Lichtspielhäusern erforderlichen Einrichtungs- und Gebrauchsgegenständen sowie der kaufmännische Vertrieb anderer Waren und Beteiligung an gleichartigen oder ähnlichen Unternehmungen".
Das Unternehmen spezialisierte sich auf Kultur- und Lehrfilme, vor allem aber auf Werbefilme. Von diesen Filmgattungen wurden allein in Hannover zur Zeit der Weimarer Republik unter wechselnden Namen, Adressen, Teilhabern und Rechtsformen, „mind[estens] 60 Filme“ produziert. Als einer der bedeutendsten gilt Das Gesicht einer Stadt, zugleich „der bedeutendste Hannover-Film aus der Zeit vor dem Zweiten Weltkrieg“.
In der Zeit des Nationalsozialismus wurde Johann Friedrich Döring im Herbst 1933 Vorsitzender des Verbandes der deutschen Kultur-, Lehr- und Werbefilmhersteller e.V. („Lehrfilmbund“), der nach dem „Gesetzes über die Errichtung einer vorläufigen Filmkammer“ vom 14. Juli 1933 der Reichsfilmkammer angeschlossen wurde. Gleichzeitig wurde Döring Mitglied im Verwaltungsbeirat der Reichsfilmkammer. Zum Jahreswechsel 1933/1934 wurde schließlich auch der Firmensitz nach Berlin verlegt. Die Döring-Filmwerke produzierten u. a. für die Reichsbahn den Propagandakurzfilm Lasst ihn sausen! für die Kampagne Räder müssen rollen für den Sieg!.
Nach dem Zweiten Weltkrieg erhielt Döring aufgrund der zu großen Nähe zur untergegangenen NS-Diktatur von der Militärregierung zunächst keine Lizenz zur Fortführung seiner Filmproduktionen. Erst in der Bundesrepublik Deutschland konnte Döring dann 1949 in Düsseldorf den Filmverleih Döring-Film GmbH gründen. Dieses Unternehmen ging 1954 in Konkurs und wurde 1958 aus dem Handelsregister gelöscht.

## Schriften
- Richard Brodführer: Geist und Maschine. Vom Manuskript zum fertigen Buch. Ein buchgewerblicher Großfilm der Döring-Film-Werke, Hannover, Regie: August Koch, Leipzig: Bibliographisches Institut, 1926
- N.N.: Praktische Winke für die Filmwerbung, Berlin: Döring Filmwerke [1937][2]

## Filmproduktionen (unvollständig)
- 1928: Das Deutsche Lied, Regie: Karl Pindl, Kamera: August Lutz und Hugo Urban; Originalformat: 35mm s/w, Länge: 95 Minuten
- 1932: Das Gesicht einer Stadt, Regie: August Koch, Kamera: August Lutz; Originalformat: 35mm s/w, Länge: 37 Minuten[7]